# Luke Maile
Luke Richard Maile (né le 6 février 1991 à Edgewood, Kentucky, États-Unis) est un receveur des Reds de Cincinnati de la Ligue majeure de baseball.

## Carrière
Étudiant et joueur de baseball à l'école secondaire, Luke Maile est repêché par les Red Sox de Boston au 43e tour de sélection en 2009. Il ignore l'offre pour rejoindre les Wildcats de l'université du Kentucky et signe son premier contrat professionnel avec les Rays de Tampa Bay, qui le repêchent au 8e tour de sélection en 2012.
Il fait ses débuts dans le baseball majeur avec les Rays de Tampa Bay le 1er septembre 2015.
Après avoir joué 57 matchs au total pour les Rays en 2015 et 2016, Maile rejoint en 2017 les Blue Jays de Toronto.